# Ганна Огінська
Ганна Огінська, до шлюбу Вишневецька (нар. 1695, за іншими даними у 1700, Новгород-Сіверський — пом. 14 липня 1732, Любешів) — представниця магнатського князівського роду Вишневецьких, дружина князя Юзефа Тадеуша Оґінського, великого мечника литовського та воєводи Троцького (1730—1736).

## Життєпис
Ганна Вишневецька народилася у сім'ї князя Михайла Сервація Вишневецького (польний гетьман литовський з 1702, великий гетьман литовський з 1703, воєвода віленський з 1735, великий канцлер литовський з 1720), та його першої дружини Катерини Дольської, доньки Яна Кароля Дольського.

## Сім'я
У Вільно, в 1722 році, Ганна Вишневецька стала дружиною Юзефа Тадеуша Оґінського. В посаг принесла чоловікові Ожигновецьку волость. Після її смерті головною спадкоємицею роду Вишневецьких стала її молодша сестра Ельжбета.
У шлюбі народила семеро дітей:
- Авґуста (нар. 1724 — пом. 1791) — дружина маршалка Трибуналу Великого князівства Литовського Костянтина Людвіка Плятера[be][6];
- Ґеновефа (нар. 1725 — пом. 1792) — дружина каштеляна Полоцького Адама Бжастовського[7];
- Катажина (нар. 1725 — пом. ?) — дружина підканцлера литовський Антонія Тадеуша Пшездецького;
- Михайло Казимир (нар. 1729 — пом. 31 травня 1800) — великий гетьман литовський (1768—1793)[8];
- Казимира (нар. 1729 — пом. ?) — дружина литовського підскарбія Михайла Бжастовського[be][9];
- Єльжбета (нар. 1731 — пом. 1771) — дружина, з 1754 року, кухмістра литовського Михайла Велигорського[pl][10];
- Гонората (нар. 1732 — пом. після 1750) — домініканська черниця у місті Львів[11].

Померла Ганна Огінська під час пологів у Любешові 14 липня 1732 року.